# 孙志平
孙志平（1969年9月—），湖南华容人，汉族，中国共产党党员。中华人民共和国政治人物、第十三届全国人民代表大会河南省代表。

## 生平
2018年，孙志平被选为河南省出席第十三届全国人民代表大会代表。